# Азаполля
Азаполля (рос. Азаполье) — присілок в Мезенському районі Архангельської області Російської Федерації.
Населення становить 112 осіб. Органом місцевого самоврядування до 2021 року Целегорське муніципальне утворення.

## Історія
Від 1937 року належить до Архангельської області.
Від 2004 року належить до муніципального утворення Целегорське муніципальне утворення.

## Населення
| 2002 | 2010 | 2012 |
| ---- | ---- | ---- |
| 203  | ↘124 | ↘112 |